# 운주초등학교 금당분교
운주초등학교 금당분교는 전라북도 완주군 운주면 금고당로 214 (금당리)에 있었던 분교이다.

## 연혁
- 1967년 12월 26일 설립인가
- 1968년 9월 17일 운주국민학교 금당분교장 개교
- 1971년 3월 1일 금당국민학교 승격
- 분교장 격하(일자 미상)
- 1999년 3월 1일 운주초등학교로 통폐합